# 埃尔什泰因站
埃尔什泰因站，是法国的一个铁路车站，位于法国东北部城市埃尔什泰因。

## 位置
埃尔什泰因站位于埃尔什泰因市区西部大约2公里，斯特拉斯堡－圣路易铁路19.771公里处。车站大致呈南北走向，开口朝东，并可通过地下通道与车站西侧连接。

## 设施
埃尔什泰因站设有人工售票窗口，其开放时间如下：
- 周一至五：10:00~12:00和13:40~19:00
- 周六：9:00~11:45和13:40~19:00
- 周日及节假日：关闭

此外，埃尔什泰因站的站内还设有自动售票机等设施。

## 停靠线路
以下列车线路在埃尔什泰因站停靠：
| 埃尔什泰因站列车线路表   |      |                                |                    |                                                              |
| 线路                     | 车种 | 上一站                         | 下一站             | 大致运行频率                                                 |
| 斯特拉斯堡—科尔马/米卢斯 | TER  | 斯特拉斯堡                     | 本费尔德           | - 周一至五：每天3趟 - 周六：每天9趟 - 周日及节假日：每天6趟  |
| 斯特拉斯堡—塞莱斯塔      | TER  | 斯特拉斯堡/ 费格赛姆/ 利默赛姆 | 马策奈姆/ 本费尔德 | - 周一至五：每天25趟 - 周六：每天6趟 - 周日及节假日：每天4趟 |
| 1.                       |      |                                |                    |                                                              |

## 配套交通

### 长途客车
| 停靠埃尔什泰因站的大巴车 |                            | |
| 上下车地点               | 运营单位                   | 线路及沿途主要站点 |
| 埃尔什泰因站门口         | 下莱茵省城际客运 Réseau 67 | - 260线：埃尔什泰因（市区）、普洛布赛姆、埃绍、斯特拉斯堡（伊尔基什-格拉芬什塔登） - 262线：埃尔什泰因（市区）、舍费尔赛姆、迈斯特拉蔡姆、尼代奈、奥贝奈、奥特罗特 - 263线：博尔瑟奈姆、韦斯图斯、于特奈姆 (Uttenheim)、本费尔德 |
| 埃尔什泰因站门口         | SNCF Car TER               | SNCF在部分时段提供少量斯特拉斯堡—塞莱斯塔线路的大巴车。 此外，当某条铁路线施工或罢工时，SNCF可能也会增开途径该线路沿途站点的大巴车。                                                                                             |
| 1. 2. 3.                 |                            | |

### 市内交通
埃尔什泰因站附近暂无城市公共交通线路经过。

### 社会车辆
埃尔什泰因站正门口设有大型立体车辆停车场。

## 临近车站
| 埃尔什泰因站（Gare d'Erstein） |                        |            |
| 上行车站                       | 线路                   | 下行车站   |
| 马策奈姆站                     | 斯特拉斯堡－圣路易铁路 | 科根奈姆站 |
| - 本表仅显示运营中的线路及车站 |                        |            |